# La saga del Magisterium
La saga del Magisterium (in lingua inglese con titolo originale: The Magisterium Series) è una serie di cinque romanzi fantasy per ragazzi scritti dalle autrici statunitensi Cassandra Clare e Holly Black, edita negli Stati Uniti dalla Scholastic Corporation. La serie ruota attorno alle avventure di un ragazzo di nome Callum Hunt e dei suoi amici Aaron e Tamara, che frequentano una scuola di magia chiamata, appunto, Magisterium. I libri che compongono la serie sono intitolati:
1. L’anno di ferro (titolo originale: The Iron Trial, pubblicato negli Stati Uniti il 9/09/2014),
2. Il guanto di rame (titolo originale: The Copper Gauntlet, pubblicato negli Stati Uniti il 1/09/2015),
3. La chiave di bronzo (titolo originale: The Bronze Key, pubblicato negli Stati Uniti il 30/08/2016),
4. La maschera d’argento (titolo originale: The Silver Mask, pubblicato negli Stati Uniti il 10/10/2017),
5. La torre d’oro (titolo originale: The Golden Tower, pubblicato negli Stati Uniti il 11/09/2018).

## Ambientazione
La serie è ambientata in Nordamerica nel presente. Il Magisterium è una scuola di magia, nascosta in un vasto sistema di grotte da qualche parte negli Stati Uniti. La scuola e l'esistenza stessa della magia sono tenute segrete al resto dell'umanità. I maghi selezionano gli alunni che hanno diritto ad accedere al Magisterium tramite un esame, cui vengono sottoposti i candidati all'età di dodici anni. A chi non passa l'esame viene poi cancellata la memoria. Al Magisterium i maghi più anziani scelgono ciascuno tre allievi, che istruiscono nella pratica della magia legata ai quattro elementi. La padronanza della magia del quinto elemento, il caos, è prerogativa solo dei cosiddetti Makar, maghi ritenuti particolarmente potenti e pericolosi. Ogni maestro sceglie con ampia autonomia come istruire i suoi allievi. Questi si sottopongono regolarmente a delle prove e occasionalmente vengono inviati ad eseguire delle missioni all'esterno. Lo studio dura cinque anni, ciascuno chiamato con un diverso materiale: ferro, rame, bronzo, argento e oro.
Oltre ai maghi, il Magisterium è popolato anche da diverse creature magiche, in particolare gli spiriti elementali. Costoro sono imprigionati al Magisterium e tenuti al servizio dei maghi, ma sono trattati con cautela a causa del loro grande potere e della loro imprevedibilità. Alcuni come il varano Warren, appaiono piccoli e danno enigmatici consigli, altri sono enormi mostri.
All'inizio della serie il mondo magico è lacerato dalla terza guerra dei maghi, scoppiata anni prima a causa del Makar Constantine Madden, chiamato il Nemico della Morte. Dopo un massacro perpetrato contro i suoi oppositori, nel quale ha ucciso la Makar Verity Torres, il Nemico ha concluso una fragile tregua con i maghi. Da quel giorno il Magisterium è alla ricerca febbrile di un altro Makar da addestrare, per opporlo a Constantine nel momento della ripresa delle ostilità.

## Personaggi principali
- Callum Hunt: il protagonista della serie, nel primo libro ha dodici anni; è un ragazzo schivo e introverso, con pochi amici e una lesione alla gamba che lo fa zoppicare; la madre Sarah è perita per mano del Nemico della Morte poco dopo la nascita del figlio, dopodiché Alastair, suo marito e padre di Callum, ha rotto i contatti con i maghi e ha cresciuto il figlio nella ferma convinzione che la magia sia pericolosa; tuttavia Alastair non riesce ad impedire che Callum venga sottoposto alla prova di ferro e che i suoi strani poteri legati alla magia del caos vengano notati dal maestro Rufus, cosicché Callum deve a malincuore andare al Magisterium; Callum nel primo libro ottiene un pugnale di nome Semiramis, appartenuto a sua madre, e adotta un lupo posseduto da magia del caos, che chiama Havoc.
- Aaron Stewart: coetaneo di Callum, è un ragazzo affabile e popolare, l'esatto opposto di Callum, molto riservato solo sulla sorte dei suoi genitori; nel primo libro viene scelto assieme a Callum e Tamara come allievo dal maestro Rufus e col tempo diventa loro migliore amico.
- Tamara Rajavi: coetanea di Callum, è una ragazza con lunghissimi capelli neri, proveniente da una famiglia di maghi ricchi e molto in vista; Tamara viene scelta nel primo libro come allieva dal maestro Rufus assieme a Callum e Aaron e col tempo diventa loro amica.
- Alastair Hunt : il padre di Callum, un tempo allievo del maestro Rufus assieme a Sarah, che in seguito sposò; durante la terza guerra dei maghi ha combattuto contro Constantine e ha visto morire la moglie, dopodiché si è allontanato dal mondo magico e non vorrebbe più averci a che fare, lavorando come meccanico e crescendo il figlio da solo; fin dal primo libro cerca di scoraggiare Callum dall'andare al Magisterium e reagisce con crescente ostilità all'interesse che questi matura per la magia.
- Maestro Rufus : anziano mago del Magisterium, già maestro dei genitori di Callum e di Constantine Madden, prima che questi diventasse il Nemico della Morte; nel primo libro Rufus supera le obiezioni di Alastair Hunt e fa sì che Callum diventi suo allievo assieme a Aaron e Tamara.
- Jasper DeWinter : coetaneo di Callum, sostiene assieme a lui l'esame di ammissione al Magisterium, ma i due ragazzi si prendono subito in antipatia, perché Jasper invidia a Callum l'essere stato scelto come allievo dal maestro Rufus, inoltre è geloso dei suoi rapporti con i popolari Aaron e Tamara, provenendo lui invece da una famiglia caduta in disgrazia.
- Alex Strike : compagno di scuola più anziano di Callum fidanzato con Kimiya, la sorella maggiore di Tamara.
- Constantine Madden, alias il Nemico della Morte : un potente Makar, considerato la maggiore minaccia del mondo magico; un tempo ambizioso studente del Magisterium, provocò la morte del proprio fratello Jericho nel corso di esperimenti con la magia del caos, dopodiché decise di utilizzare il suo potere di Makar per tentare di far risorgere i morti; bandito, raccolse schiere di seguaci e creature del caos e dette inizio alla terza guerra dei maghi, ma dopo il massacro del ghiacciaio, all'inizio del primo libro, ha concluso una tregua con i suoi avversari e da allora si è ritirato in clandestinità.
- Maestro Joseph : un tempo docente del Magisterium, interferì con l'addestramento di Constantine Madden e lo incoraggiò nei suoi esperimenti con la magia del caos e quando Constantine divenne il Nemico della Morte, Joseph divenne il suo più fedele seguace, collaborando in tutti i suoi studi e guidando le sue truppe come secondo in comando.
- Ravan : sorella maggiore di Tamara, tramutatasi in una creatura fiammeggiante per aver praticato troppo la magia del fuoco, tanto che si è dovuto rinchiuderla nei sotterranei del Magisterium e la sua famiglia l'ha disconosciuta.